# Wilhelm von Hamm

Wilhelm Ritter von Hamm (1820–1880)

Philipp Wilhelm Hamm, ab 1870 Ritter von Hamm (auch Wilhelm Philipp Hamm; * 5. Juli 1820 in Darmstadt; † 8. November 1880 in Wien) war ein deutscher Agrarwissenschaftler, Unternehmer, Politiker und Schriftsteller.

## Leben
Hamm war der Sohn eines großherzoglich hessischen Hofkammerrats. Er besuchte das Gymnasium seiner Heimatstadt Darmstadt und studierte Kameralwissenschaften und Chemie in Gießen, wo er ein Schüler Justus Liebigs war. In Gießen schloss er sich 1842 dem Corps Teutonia Gießen an.
Schon bald nach der Promotion zum Dr. phil. erhielt er 1843 in der Schweiz eine Anstellung als Professor der Chemie und der Landwirtschaften in Hofwyl, 1844 als Direktor der Ackerbauschule Rütti in Zollikofen.
1847 übersiedelte er nach Leipzig und wurde Redakteur der Agronomischen Zeitung. 1848 nahm Hamm als Offizier im von der Tann´schen Freikorps am Feldzug nach Schleswig-Holstein teil.
1850 heiratete er in Audigast bei Pegau Marie Nanny von Moisy (1832–1908), die Tochter des dortigen Rittergutsbesitzers Friedrich Adolph von Moisy.
1851 gründete er in Eutritzsch bei Leipzig die älteste Fabrik für landwirtschaftliche Maschinen in Deutschland.
Neben seiner wissenschaftlichen und unternehmerischen Tätigkeit engagierte sich Wilhelm Hamm auch politisch. Er gehörte ab 1862 dem Leipziger Stadtrat an und war stellvertretendes Mitglied der II. Kammer der Ständeversammlung des Königreichs Sachsen.
1867 wurde er als Ministerialrat in das Handelsministerium in Wien berufen und nahm im gleichen Jahr als österreichischer Delegierter an der Eröffnung des Suezkanals teil. 1868 wechselte er in das Ministerium für Landwirtschaft.

## Eigene Schriften
- Die landwirtschaftlichen Geräthe und Maschinen Englands. Friedrich Vieweg und Sohn, Braunschweig 1845 / 2. Auflage. 1858
- Die Schweiz topographisch, ethnographisch, und politisch. J. J. Weber, Leipzig, Zwei Teile 1847/1848
- Südöstliche Steppen und Städte. J. D. Sauerländer, Frankfurt am Main 1862
- Das Weinbuch. J. J. Weber, Leipzig 1865
- Das Wesen und die Ziele der Landwirthschaft. Hermann Costenoble, Jena und Leipzig 1866
- Gedichte. Reclam, Leipzig 1873
- Gesammelte kleine Schriften. Herausgegeben von Dr. Leo Přibyl. A. Hartleben, Wien 1881
- Jugenderinnerungen, bearb., eingeleitet und erläutert von Karl Esselborn (1926, Neuauflagen unter dem Titel Darmstadt im Biedermeier 1970 und 1981)